# Bohdanówka (Białoruś)
Bohdanówka (biał. Багданаўка; ros. Богдановка) – agromiasteczko na Białorusi, w obwodzie brzeskim, w rejonie łuninieckim, w sielsowiecie Bohdanówka.
Znajduje się tu parafialna cerkiew prawosławna pw. Świętych Wiary, Nadziei, Miłości i ich matki Zofii z 1994 r.

## Historia
Dawniej wieś i majątek ziemski. Istniał tu dwór. W dwudziestoleciu międzywojennym leżała w Polsce, w województwie poleskim, w powiecie pińskim, w gminie Pohost Zahorodzki. Po II wojnie światowej w granicach Związku Sowieckiego. Od 1991 w niepodległej Białorusi.